# Molly Sterling
Molly Sterling (* 8. März 1998 in Puckane) ist eine irische Singer-Songwriterin. 
Molly Sterling ist Studentin am St. Andrews College in Dublin. Seit 2011 nahm sie erfolgreich an Gesangswettbewerben teil. 

## Karriere
Im November 2014 erschien ihre erste EP Strands of Heart. Im Februar 2015 nahm sie bei der irischen Vorausscheidung zum Eurovision Song Contest mit dem Titel Playing with Numbers teil und setzte sich gegen vier Mitbewerber durch. Diesen Walzer schrieb sie zusammen mit Greg French. Im zweiten Halbfinale in Wien qualifizierte sie sich nicht für das Finale des Songwettbewerbs. Schlussendlich erreichte sie den 31. Platz bei 40 Startern, in ihrem Halbfinale war sie Zwölfte. Zusammen mit den Teilnehmern aus San Marino und Israel gehörte sie zu den jüngsten Teilnehmern. Außerdem gilt Playing with Numbers für Viele als die letzte "Irische Ballade" im Contest. Diese Musikrichtung zeichnet durch irischen Folk-Sound sowie nicht zu traurige Melancholie aus, ohne dabei übermäßig beschwingt zu werden. Eine bekannte Vertreterin dieses Genres ist Niamh Kavanagh. Irland feierte seine größten Erfolge beim Eurovision Song Contest mit "Irischen Balladen".
Nachdem sie im Jahr 2019 den Song Feeble veröffentlicht hatte, legte sie eine persönliche Pause ein, bis sie fünf Jahre später mit Strong Leech ein Comeback feierte. Dabei kündigte sie noch für 2024 eine Single mit einem "sehr spannenden" irischen Musiker und für 2025 eine zweite EP an.

## Musik und Hintergrund
Sterling wurde in der Musikbranche psychisch (und wahrscheinlich auch physisch) missbraucht und litt daraufhin unter Depressionen und Panikattacken. Später erklärte sie, dass sie auch bei ihrem Auftritt in Wien bereits Depressionen hatte. Ihre Erfahrungen verarbeitet sie in ihren Songs, die sie alle selbst schreibt. Anfangs war French noch ihr Co-Autor, Gitarrist und manchmal sogar Duettpartner, seit Fake the Cost schreibt sie ihre Songs alleine. Daher sind bei ihren früheren Liedern auch viele Elemente der Irischen Ballade erkennbar. Charakteristisch für ihre neuere Musik sind emotionale Texte mit Tiefe und Anspruch sowie eine dunkle, oft düstere Atmosphäre. Instrumentiert sind ihre Stücke mit Streichern, einem Schlagzeug, Gitarren und einem Klavier, welches sie meist selbst spielt. Gesanglich ist sie bekannt für ihre reife Stimme und ihre dunkle Stimmfarbe, auch schon im jüngeren Alter. Ihre Musik erinnert teilweise stark an Lana Del Rey.

## Engagement in Irland
2022 gründete Sterling The Reclaim Project, mit dem sie gegen Machtmissbrauch irischer Künstler gegenüber vorgehen möchte. Besonders im Fokus stehen Angehörige einer Geschlechtsminderheit, Frauen und Opfer sexueller Gewalt. Dabei sollen die Opfer zu Wort kommen und ihre Stimme "zurückerhalten". Im Rahmen einer Kampagne wurden ausgewählte Einsendungen auf Plakate in Cork angebracht. Auch auf ihrem Twitter-Kanal macht sie auf Missbrauchsopfer aufmerksam. Seit einiger Zeit ist sie Lehrerin am Cork Life Centre, einer inklusiven Schule in Cork.

## Diskografie

### EPs
- 2014: Strands of Heart

### Singles
- 2015: Playing with Numbers
- 2015: Fake the Cost
- 2017: Plain Static
- 2018: Stripped Down
- 2019: Feeble
- 2019: Just my Luck (feat. Nealo & Innrspace)
- 2020: Let your Dreams collect Dust until you're desperate (feat. Nealo, Adam Garrett & Jehnova)
- 2020: All the Leaves are falling (feat. Nealo)
- 2024: Strong Leech